# Joh. Baunes Plads
Joh. Baunes Plads i Aarhus er en plads beliggende ved Stadion Allé, F. Vestergaards Gade og Søndre Ringgade på Frederiksbjerg. Oprindeligt mundede pladsen direkte ud i Stadion Allé som en egentlig vej, men kommunen lukkede af for biltrafik i 2015, så der nu udelukkende er forbindelse for cyklister og fodgængere.

## Historie
Pladsen blev anlagt i perioden 1920 til 1930 og navngivet i 1929 efter købmand og byrådsmedlem Frederik Carl Christian Johansen Baune, forkortet til Joh. Baune. Han startede i 1876 egen forretning med landbrugsgrovvarer. Hans dygtighed medførte, at han indtog formandsposten i bestyrelserne for Korn- og Foderstof Kompagniet, Jydsk-Engelsk Dampskibsselskab, Thomas Ths. Sabroe & Co, Hads-Ning Herreders Jernbaneselskab og Jydsk Telefon A/S. Han var 1894-99 formand for Aarhus Handelsforening og medlem af byrådet 1891-96, hvor han især var optaget af havnens udvikling.
Joh. Baune er én blandt flere lokalpolitikere, der har fået opkaldt en gade eller plads efter sig på på Frederiksbjerg.